# Lijst van liedjes in Glee (seizoen 4)
Hieronder volgt een lijst van liedjes in het vierde seizoen van Glee, een Amerikaanse, komische en muzikale televisieserie van Fox. De show werd gecreëerd door Ryan Murphy, Brad Falchuk en Ian Brennan en bevat vele covers van liedjes die door de personages in de serie gezongen worden. Murphy is verantwoordelijk voor het selecteren van alle gebruikte liedjes, en streeft naar een evenwicht tussen wat oudere klassiekers en hits, want hij wil graag "voor ieder wat wils in elke aflevering". Als Murphy een nummer heeft uitgekozen wordt door music supervisor P.J. Bloom de rechten geregeld met de oorspronkelijke uitgevers. Muziek producer Adam Anders arrangeert het nummer voor de Glee cast. Nummers worden vooraf door de cast ingezongen, terwijl choreograaf Zach Woodlee de bijbehorende dansbewegingen bedenkt. Deze worden vervolgens geleerd aan de cast en later gefilmd. Het proces begint zes tot acht weken voordat elke aflevering wordt gefilmd en kan pas op de dag van het filmen eindigen.

## Liedjes
| Titel                                                                      | Versie gecoverd                          | Uitgevoerd door | Aflevering                        | Single             | Album                        | Bron                              |
| -------------------------------------------------------------------------- | ---------------------------------------- | --- | --------------------------------- | ------------------ | ---------------------------- | --------------------------------- |
| Sister Christian                                                           | Night Ranger                             | Brody Weston | 1. The New Rachel                 | Nee                | Nee                          |                                   |
| Call Me Maybe                                                              | Carly Rae Jepsen                         | Wade "Unique" Adams, Blaine Anderson, Tina Cohen-Chang en Brittany Pierce                                                                                       | 1. The New Rachel                 | Ja                 | NTB                          | [ 3 ] [ 4 ] [ 5 ] [ 6 ]           |
| Americano / Dance Again                                                    | Lady Gaga / Jennifer Lopez feat. Pitbull | Cassandra July met NYADA studenten | 1. The New Rachel                 | Ja                 | Season 4, Volume 1           | [ 7 ] [ 8 ] [ 9 ] [ 10 ]          |
| Busters Get Popped                                                         | Original composition                     | Stoner Brett | 1. The New Rachel                 | Nee                | Nee                          |                                   |
| Never Say Never                                                            | The Fray                                 | Jake Puckerman | 1. The New Rachel                 | Ja                 | NTB                          | [ 11 ] [ 12 ]                     |
| Ave Maria                                                                  | Franz Schubert                           | Beatrice McClaine | 1. The New Rachel                 | Nee                | Nee                          |                                   |
| New York State of Mind                                                     | Barbra Streisand                         | Rachel Berry en Marley Rose | 1. The New Rachel                 | Ja                 | Season 4, Volume 1           | [ 4 ] [ 13 ] [ 14 ]               |
| It's Time                                                                  | Imagine Dragons                          | Blaine Anderson | 1. The New Rachel                 | Ja                 | Season 4, Volume 1           | [ 15 ] [ 16 ] [ 17 ]              |
| Chasing Pavements                                                          | Adele                                    | Marley Rose met New Directions | 1. The New Rachel                 | Ja                 | NTB                          | [ 18 ] [ 19 ]                     |
| Hold It Against Me                                                         | Britney Spears                           | Brittany Pierce met de McKinley High Cheerios | 2. Britney 2.0                    | Nee                | Britney 2.0                  | [ 20 ] [ 21 ]                     |
| Boys / Boyfriend                                                           | Britney Spears / Justin Bieber           | Artie Abrams en Blaine Anderson | 2. Britney 2.0                    | Nee                | Britney 2.0                  | [ 10 ] [ 21 ]                     |
| Womanizer                                                                  | Britney Spears                           | Wade "Unique" Adams, Tina Cohen-Chang en Marley Rose met McKinley's gym meisjes                                                                                 | 2. Britney 2.0                    | Nee                | Britney 2.0                  | [ 21 ]                            |
| 3                                                                          | Britney Spears                           | Tina Cohen-Chang, Joe Hart en Sam Evans | 2. Britney 2.0                    | Nee                | Britney 2.0                  | [ 21 ] [ 22 ] [ 23 ]              |
| 'Crazy / (You Drive Me) Crazy                                              | Aerosmith / Britney Spears               | Marley Rose en Jake Puckerman | 2. Britney 2.0                    | Nee                | Britney 2.0                  | [ 21 ]                            |
| Oops!... I Did It Again                                                    | Britney Spears                           | Rachel Berry met Brody Weston en NYADA studenten | 2. Britney 2.0                    | Nee                | Britney 2.0                  | [ 21 ] [ 24 ]                     |
| Gimme More                                                                 | Britney Spears                           | Brittany Pierce met New Directions | 2. Britney 2.0                    | Nee                | Britney 2.0                  | [ 10 ] [ 21 ]                     |
| Everytime                                                                  | Britney Spears                           | Marley Rose | 2. Britney 2.0                    | Nee                | Britney 2.0                  | [ 21 ]                            |
| Everybody Wants to Rule the World                                          | Tears for Fears                          | Blaine Anderson | 3. Makeover                       | Ja                 | NTB                          | [ 25 ] [ 26 ]                     |
| Celebrity Skin                                                             | Hole                                     | Brittany Pierce en Sam Evans | 3. Makeover                       | Ja                 | NTB                          | [ 27 ] [ 28 ] [ 29 ]              |
| The Way You Look Tonight / You're Never Fully Dressed Without a Smile      | Fred Astaire / Annie                     | Isabelle Wright, Kurt Hummel en Rachel Berry | 3. Makeover                       | Ja                 | NTB                          | [ 28 ] [ 30 ]                     |
| A Change Would Do You Good                                                 | Sheryl Crow                              | Rachel Berry en Brody Weston | 3. Makeover                       | Ja                 | NTB                          | [ 28 ] [ 31 ]                     |
| Barely Breathing                                                           | Duncan Sheik                             | Blaine Anderson en Finn Hudson | 4. The Break Up                   | Ja                 | NTB                          | [ 32 ]                            |
| Give Your Heart a Break                                                    | Demi Lovato                              | Rachel Berry en Brody Weston | 4. The Break Up                   | Ja                 | Season 4, Volume 1           | [ 17 ] [ 33 ] [ 34 ]              |
| Teenage Dream (Akoestische versie)                                         | Darren Criss                             | Blaine Anderson | 4. The Break Up                   | Ja                 | NTB                          | [ 35 ]                            |
| Don't Speak                                                                | No Doubt                                 | Finn Hudson, Blaine Anderson, Rachel Berry en Kurt Hummel | 4. The Break Up                   | Ja                 | NTB                          | [ 36 ] [ 37 ]                     |
| Mine                                                                       | Taylor Swift                             | Santana Lopez | 4. The Break Up                   | Ja                 | Season 4, Volume 1           | [ 17 ] [ 38 ] [ 39 ]              |
| The Scientist                                                              | Coldplay                                 | Finn Hudson, Blaine Anderson, Santana Lopez, Kurt Hummel, Brittany Pierce, Will Schuester, Emma Pillsbury en Rachel Berry                                       | 4. The Break Up                   | Ja                 | Season 4, Volume 1           | [ 17 ] [ 40 ] [ 41 ]              |
| Hopelessly Devoted to You                                                  | Grease                                   | Blaine Anderson | 5. The Role You Were Born to Play | Nee                | Presents Glease              | [ 42 ]                            |
| Blow Me (One Last Kiss)                                                    | P!nk                                     | Wade "Unique" Adams en Marley Rose | 5. The Role You Were Born to Play | Ja                 | NTB                          | [ 43 ]                            |
| Juke Box Hero                                                              | Foreigner                                | Finn Hudson en Ryder Lynn | 5. The Role You Were Born to Play | Ja                 | NTB                          | [ 43 ] [ 44 ]                     |
| Everybody Talks                                                            | Neon Trees                               | Jake Puckerman en Kitty Wilde | 5. The Role You Were Born to Play | Ja                 | Season 4, Volume 1           | [ 17 ] [ 45 ]                     |
| Born to Hand Jive                                                          | Grease                                   | Mercedes Jones, Marley Rose, Jake Puckerman en Ryder Lynn met Wade "Unique" Adams, Mike Chang, Sam Evans, Joe Hart, Sugar Motta, Brittany Pierce en Kitty Wilde | 5. The Role You Were Born to Play | Nee                | Presents Glease              | [ 42 ]                            |
| Greased Lightnin'                                                          | Grease                                   | Ryder Lynn en Sam Evans met Artie Abrams, Mike Chang, Joe Hart, Finn Hudson en Jake Puckerman                                                                   | 6. Glease                         | Nee                | Presents Glease              | [ 42 ]                            |
| Look at Me, I'm Sandra Dee                                                 | Grease                                   | Kitty Wilde met Wade "Unique" Adams, Tina Cohen-Chang, Sugar Motta en Brittany Pierce                                                                           | 6. Glease                         | Nee                | Presents Glease              | [ 42 ]                            |
| Beauty School Dropout                                                      | Grease                                   | Blaine Anderson met Tina Cohen-Chang, Santana Lopez, Sugar Motta, Brittany Pierce en Kitty Wilde                                                                | 6. Glease                         | Nee                | Presents Glease              | [ 42 ]                            |
| Look at Me, I'm Sandra Dee (Reprise)                                       | Grease                                   | Marley Rose | 6. Glease                         | Nee                | Presents Glease              | [ 42 ]                            |
| There Are Worse Things I Could Do                                          | Grease                                   | Santana Lopez, Cassandra July en Wade "Unique" Adams | 6. Glease                         | Nee                | Presents Glease              | [ 42 ]                            |
| You're the One That I Want                                                 | Grease                                   | Ryder Lynn, Marley Rose, Finn Hudson, Rachel Berry, Santana Lopez, Blaine Anderson, Kurt Hummel en Brittany Pierce                                              | 6. Glease                         | Nee                | Presents Glease              | [ 42 ]                            |
| Dark Side                                                                  | Kelly Clarkson                           | Blaine Anderson met Dalton Academy Warblers | 7. Dynamic Duets                  | Ja                 | Season 4, Volume 1           | [ 17 ] [ 46 ] [ 47 ]              |
| Superman                                                                   | R.E.M.                                   | Jake Puckerman en Ryder Lynn | 7. Dynamic Duets                  | Ja                 | NTB                          | [ 48 ] [ 49 ]                     |
| Holding Out for a Hero                                                     | Bonnie Tyler                             | Kitty Wilde en Marley Rose met New Directions | 7. Dynamic Duets                  | Ja                 | Season 4, Volume 1           | [ 17 ] [ 50 ]                     |
| Heroes                                                                     | David Bowie                              | Sam Evans en Blaine Anderson | 7. Dynamic Duets                  | Ja                 | Season 4, Volume 1           | [ 17 ] [ 51 ]                     |
| Some Nights                                                                | fun.                                     | New Directions | 7. Dynamic Duets                  | Ja                 | Season 4, Volume 1           | [ 17 ] [ 52 ]                     |
| Homeward Bound / Home                                                      | Simon & Garfunkel / Phillip Phillips     | Quinn Fabray, Noah Puckerman, Mike Chang, Santana Lopez, Mercedes Jones en Finn Hudson                                                                          | 8. Thanksgiving                   | Nee                | Season 4, Volume 1           | [ 17 ]                            |
| Come See About Me                                                          | The Supremes                             | Quinn Fabray met Santana Lopez en Brittany Pierce | 8. Thanksgiving                   | Ja                 | NTB                          | [ 53 ] [ 54 ]                     |
| Whistle                                                                    | Flo Rida                                 | Dalton Academy Warblers | 8. Thanksgiving                   | Ja                 | NTB                          | [ 55 ]                            |
| Live While We're Young                                                     | One Direction                            | Dalton Academy Warblers | 8. Thanksgiving                   | Nee                | Season 4, Volume 1           | [ 17 ] [ 56 ] [ 57 ]              |
| Let's Have a Kiki / Turkey Lurkey Time                                     | Scissor Sisters / Promises, Promises     | Isabelle Wright, Kurt Hummel en Rachel Berry met Isabelle's feestgangers en Brody Weston                                                                        | 8. Thanksgiving                   | Ja                 | Season 4, Volume 1           | [ 7 ] [ 56 ] [ 59 ] [ 60 ] [ 61 ] |
| Over the River and Through the Wood / She'll Be Coming 'Round the Mountain | Lydia Maria Child / Traditioneel         | The Rosedale Mennonites | 8. Thanksgiving                   | Nee                | NTB                          |                                   |
| Gangnam Style                                                              | PSY                                      | Tina Cohen-Chang met New Directions | Nee                               | Season 4, Volume 1 | [ 17 ] [ 56 ] [ 62 ]         |                                   |
| Somethin' Stupid                                                           | Frank Sinatra en Nancy Sinatra           | Sam Evans en Brittany Pierce | 9. Swan song                      | Ja                 | Season 4, Volume 1           | [ 7 ] [ 63 ]                      |
| All That Jazz                                                              | Chicago                                  | Cassandra July en Rachel Berry met NYADA studenten | 9. Swan song                      | Ja                 | NTB                          | [ 64 ]                            |
| Being Good Isn't Good Enough                                               | Barbra Streisand                         | Rachel Berry | 9. Swan song                      | Ja                 | NTB                          | [ 65 ]                            |
| O Holy Night                                                               | Traditioneel                             | Rachel Berry | 9. Swan song                      | Nee                | The Christmas Album          |                                   |
| Being Alive                                                                | Company                                  | Kurt Hummel | 9. Swan song                      | Ja                 | NTB                          | [ 66 ]                            |
| Don't Dream It's Over                                                      | Crowded House                            | Finn Hudson, Marley Rose, Tina Cohen-Chang, Blaine Anderson, Sam Evans en Brittany Pierce met New Directions                                                    | 9. Swan song                      | Ja                 | NTB                          | [ 67 ]                            |
| Feliz Navidad                                                              | José Feliciano                           | Artie Abrams | 10. Glee, Actually                | Nee                | The Christmas Album Volume 3 | [ 68 ]                            |
| White Christmas                                                            | Michael Bublé feat. Shania Twain         | Blaine Anderson en Kurt Hummel | 10. Glee, Actually                | Nee                | The Christmas Album Volume 3 | [ 68 ] [ 69 ] [ 70 ]              |
| Oh Chanukah                                                                | Barenaked Ladies                         | Jake Puckerman en Noah Puckerman | 10. Glee, Actually                | Nee                | The Christmas Album Volume 3 | [ 68 ] [ 71 ]                     |
| Jingle Bell Rock                                                           | Bobby Helms                              | Sam Evans met de McKinley High Cheerios | 10. Glee, Actually                | Nee                | The Christmas Album Volume 3 | [ 68 ]                            |
| The First Noël                                                             | Traditioneel                             | Marley Rose | 10. Glee, Actually                | Nee                | The Christmas Album Volume 3 | [ 68 ]                            |
| Have Yourself a Merry Little Christmas                                     | Judy Garland                             | Marley Rose, Noah Puckerman, Jake Puckerman, Sam Evans, Brittany Pierce, Blaine Anderson en Kurt Hummel met Finn Hudson en New Directions                       | 10. Glee, Actually                | Nee                | The Christmas Album Volume 3 | [ 68 ]                            |
| I Don't Know How to Love Him                                               | Jesus Christ Superstar                   | Tina Cohen-Chang | 11. Sadie Hawkins                 | Ja                 | NTB                          | [ 72 ] [ 73 ] [ 74 ]              |
| Baby Got Back                                                              | Jonathan Coulton                         | The Adam's Apples | 11. Sadie Hawkins                 | Ja                 | NTB                          | [ 73 ] [ 74 ] [ 75 ]              |
| Tell Him                                                                   | The Exciters                             | Marley Rose en Brittany Pierce met New Directions females | 11. Sadie Hawkins                 | Ja                 | NTB                          | [ 73 ] [ 74 ] [ 76 ]              |
| No scrubs                                                                  | TLC                                      | Artie Abrams, Blaine Anderson, Ryder Lynn, Sam Evans en Joe Hart                                                                                                | 11. Sadie Hawkins                 | Ja                 | NTB                          | [ 73 ] [ 74 ] [ 77 ]              |
| Locked Out of Heaven                                                       | Bruno Mars                               | Marley Rose en Wade "Unique" Adams met Tina Cohen-Chang, Sugar Motta en Brittany Pierce                                                                         | 11. Sadie Hawkins                 | Ja                 | NTB                          | [ 73 ] [ 74 ] [ 78 ]              |
| I Only Have Eyes for You                                                   | The Flamingos                            | Ryder Lynn met Artie Abrams en Joe Hart | 11. Sadie Hawkins                 | Ja                 | NTB                          | [ 73 ] [ 74 ] [ 79 ]              |
| Torn                                                                       | Natalie Imbruglia                        | Rachel Berry | 12. Naked                         | Ja                 | NTB                          | [ 80 ] [ 81 ] [ 82 ]              |
| Centerfold / Hot in Herre                                                  | The J. Geils Band / Nelly                | Jake Puckerman, Sam Evans, Ryder Lynn en Tina Cohen-Chang | 12. Naked                         | Ja                 | NTB                          | [ 82 ] [ 83 ] [ 84 ]              |
| A Thousand Years                                                           | Christina Perri                          | Marley Rose en Jake Puckerman | 12. Naked                         | Ja                 | NTB                          | [ 82 ] [ 85 ] [ 86 ]              |
| Let Me Love You (Until You Learn to Love Yourself)                         | Ne-Yo                                    | Jake Puckerman | 12. Naked                         | Ja                 | NTB                          | [ 82 ] [ 84 ] [ 87 ]              |
| Love Song                                                                  | Sara Bareilles                           | Rachel Berry, Quinn Fabray en Santana Lopez | 12. Naked                         | Ja                 | NTB                          | [ 82 ] [ 84 ] [ 88 ]              |
| This Is the New Year                                                       | A Great Big World                        | New Directions | 12. Naked                         | Ja                 | NTB                          | [ 82 ] [ 89 ] [ 90 ]              |
| Diva                                                                       | Beyoncé                                  | Wade "Unique" Adams, Brittany Pierce en Tina Cohen-Chang met Blaine Anderson, Marley Rose and Kitty Wilde                                                       | 13. Diva                          | Ja                 | NTB                          | [ 91 ]                            |
| Don't Stop Me Now                                                          | Queen                                    | Blaine Anderson met New Directions | 13. Diva                          | Ja                 | NTB                          | [ 92 ]                            |
| Nutbush City Limits                                                        | Ike & Tina Turner                        | Santana Lopez met Louisville cheerleaders | 13. Diva                          | Ja                 | NTB                          | [ 93 ]                            |
| Make No Mistake, She's Mine                                                | Barbra Streisand en Kim Carnes           | Santana Lopez en Sam Evans | 13. Diva                          | Ja                 | NTB                          | [ 94 ]                            |
| Bring Him Home                                                             | Les Misérables                           | Kurt Hummel en Rachel Berry | 13. Diva                          | Ja                 | NTB                          | [ 95 ] [ 96 ]                     |
| Hung Up                                                                    | Madonna                                  | Tina Cohen-Chang | 13. Diva                          | Ja                 | NTB                          | [ 97 ]                            |
| Girl on Fire                                                               | Alicia Keys                              | Santana Lopez | 13. Diva                          | Ja                 | NTB                          | [ 98 ]                            |
| You're All I Need to Get By                                                | Marvin Gaye en Tammi Terrell             | Jake Puckerman en Marley Rose met Artie Abrams, Sam Evans en Ryder Lynn                                                                                         | 14. I Do                          | Ja                 | NTB                          | [ 99 ]                            |
| Getting Married Today                                                      | Company                                  | Will Schuester, Emma Pillsbury en Mercedes Jones met de huwelijksgasten                                                                                         | 14. I Do                          | Ja                 | NTB                          | [ 100 ]                           |
| Just Can't Get Enough                                                      | Depeche Mode                             | Blaine Anderson en Kurt Hummel met Brittany Pierce en Marley Rose                                                                                               | 14. I Do                          | Ja                 | NTB                          | [ 101 ]                           |
| We've Got Tonite                                                           | Kenny Rogers en Sheena Easton            | Finn Hudson, Rachel Berry, Kurt Hummel, Blaine Anderson, Marley Rose, Jake Puckerman, Quinn Fabray, Santana Lopez, Artie Abrams en Betty Pillsbury              | 14. I Do                          | Ja                 | NTB                          | [ 102 ]                           |
| Anything Could Happen                                                      | Ellie Goulding                           | Marley Rose, Artie Abrams en Jake Puckerman met New Directions                                                                                                  | 14. I Do                          | Ja                 | NTB                          | [ 103 ]                           |
| You're All the World to Me                                                 | Royal Wedding                            | Will Schuester en Emma Pillsbury | 15. Girls (and Boys) On Film      | Ja                 | NTB                          | [ 104 ] [ 105 ]                   |
| Shout                                                                      | The Isley Brothers                       | Blaine Anderson en Brittany Pierce met New Directions | 15. Girls (and Boys) On Film      | Ja                 | NTB                          | [ 106 ]                           |
| Come What May                                                              | Moulin Rouge!                            | Blaine Anderson en Kurt Hummel | 15. Girls (and Boys) On Film      | Ja                 | NTB                          | [ 107 ]                           |
| Old Time Rock and Roll / Danger Zone                                       | Bob Seger / Kenny Loggins                | Blaine Anderson en Sam Evans met New Directions males | 15. Girls (and Boys) On Film      | Ja                 | NTB                          | [ 108 ]                           |
| Diamonds Are a Girl's Best Friend / Material Girl                          | Gentlemen Prefer Blondes / Madonna       | Wade "Unique" Adams en Marley Rose met New Directions meisjes                                                                                                   | 15. Girls (and Boys) On Film      | Ja                 | NTB                          | [ 109 ]                           |
| In Your Eyes                                                               | Peter Gabriel                            | Will Schuester met New Directions | 15. Girls (and Boys) On Film      | Ja                 | NTB                          | [ 110 ]                           |
| Unchained Melody                                                           | The Righteous Brothers                   | Jake Puckerman en Ryder Lynn | 15. Girls (and Boys) On Film      | Ja                 | NTB                          | [ 111 ]                           |
| Footloose                                                                  | Kenny Loggins                            | Sam Evans en Artie Abrams met New Directions | 15. Girls (and Boys) On Film      | Ja                 | NTB                          | [ 112 ]                           |
| How to Be a Heartbreaker                                                   | Marina and the Diamonds                  | Brody Weston en Rachel Berry met escortes en vrouwelijke klanten                                                                                                | 16. Feud                          | Ja                 | NTB                          | [ 113 ]                           |
| Cold Hearted                                                               | Paula Abdul                              | Santana Lopez met NYADA-studenten | 16. Feud                          | Ja                 | NTB                          | [ 114 ]                           |
| Bye Bye Bye / I Want It That Way                                           | *NSYNC / Backstreet Boys                 | Will Schuester en Finn Hudson met New Directions jongens | 16. Feud                          | Ja                 | NTB                          | [ 115 ]                           |
| I Still Believe / Super Bass                                               | Mariah Carey / Nicki Minaj               | Blaine Anderson en Sue Sylvester met de McKinley High Cheerios                                                                                                  | 16. Feud                          | Ja                 | NTB                          | [ 116 ]                           |
| Closer                                                                     | Tegan and Sara                           | Ryder Lynn en Jake Puckerman met New Directions | 16. Feud                          | Ja                 | NTB                          | [ 117 ]                           |
| Wake Me Up Before You Go-Go                                                | Wham!                                    | Blaine Anderson en Sam Evans met New Directions | 17. Guilty Pleasures              | Ja                 | NTB                          | [ 118 ]                           |
| Copacabana                                                                 | Barry Manilow                            | Sam Evans met New Directions | 17. Guilty Pleasures              | Ja                 | NTB                          | [ 119 ]                           |
| Against All Odds (Take a Look at Me Now)                                   | Phil Collins                             | Blaine Anderson | 17. Guilty Pleasures              | Ja                 | NTB                          | [ 120 ]                           |
| Wannabe                                                                    | Spice Girls                              | New Directions meisjes | 17. Guilty Pleasures              | Ja                 | NTB                          | [ 121 ]                           |
| My Prerogative                                                             | Bobby Brown                              | Jake Puckerman met New Directions | 17. Guilty Pleasures              | Ja                 | NTB                          | [ 122 ]                           |
| Creep                                                                      | Radiohead                                | Brody Weston en Rachel Berry | 17. Guilty Pleasures              | Ja                 | NTB                          | [ 123 ] [ 124 ]                   |
| Mamma mia                                                                  | ABBA                                     | Rachel Berry, Santana Lopez, Kitty Wilde, Marley Rose, Sam Evans, Blaine Anderson en Wade "Unique" Adams met Kurt Hummel en New Directions                      | 17. Guilty Pleasures              | Ja                 | NTB                          | [ 125 ]                           |
| Your song                                                                  | Elton John                               | Ryder Lynn | 18. Shooting Star                 | Ja                 | NTB                          | [ 126 ] [ 127 ]                   |
| More Than Words                                                            | Extreme                                  | Sam Evans en Brittany Pierce met New Directions | 18. Shooting Star                 | Ja                 | NTB                          | [ 126 ] [ 128 ]                   |
| Say                                                                        | John Mayer                               | New Directions | 18. Shooting Star                 | Ja                 | NTB                          | [ 129 ] [ 130 ]                   |
| Next to me                                                                 | Emeli Sandé                              | Shelby Corcoran en Rachel Berry | 19. Sweet Dreams                  | Ja                 | NTB                          | [ 131 ] [ 132 ]                   |
| You Have More Friends Than You Know                                        | Jeff Marx                                | Marley Rose, Blaine Anderson, Wade "Unique" Adams en Sam Evans                                                                                                  | 19. Sweet Dreams                  | Ja                 | NTB                          | [ 131 ] [ 133 ] [ 134 ]           |
| Don't Stop Believin'                                                       | Journey                                  | Rachel Berry met originele New Directions | 19. Sweet Dreams                  | Ja                 | NTB                          | [ 131 ] [ 135 ]                   |
| Outcast                                                                    | Originele compositie                     | Marley Rose, Jake Puckerman, Wade "Unique" Adams en Ryder Lynn met New Directions                                                                               | 19. Sweet Dreams                  | Ja                 | NTB                          | [ 131 ] [ 136 ]                   |
| The Star-Spangled Banner                                                   | Traditioneel                             | Frida Romero | 20. Lights Out                    | Nee                | NTB                          |                                   |
| You've Lost That Lovin' Feelin'                                            | The Righteous Brothers                   | Sam Evans en Ryder Lynn met New Directions | 20. Lights Out                    | Ja                 | NTB                          | [ 137 ] [ 138 ] [ 139 ]           |
| Everybody Hurts                                                            | R.E.M.                                   | Ryder Lynn | 20. Lights Out                    | Ja                 | NTB                          | [ 138 ] [ 139 ] [ 140 ]           |
| We will rock you                                                           | Queen                                    | New Directions | 20. Lights Out                    | Ja                 | NTB                          | [ 138 ] [ 139 ]                   |
| Little Girls                                                               | Annie                                    | Sue Sylvester | 20. Lights Out                    | Ja                 | NTB                          | [ 138 ] [ 139 ] [ 141 ]           |
| At the Ballet                                                              | A Chorus Line                            | Santana Lopez, Kurt Hummel, Rachel Berry en Isabelle Wright | 20. Lights Out                    | Ja                 | NTB                          | [ 138 ] [ 139 ] [ 142 ]           |
| The Longest Time                                                           | Billy Joel                               | Artie Abrams, Kitty Wilde, Sam Evans, Marley Rose, Ryder Lynn en Jake Puckerman met New Directions                                                              | 20. Lights Out                    | Ja                 | NTB                          | [ 138 ] [ 139 ]                   |
| Signed, Sealed, Delivered I'm Yours                                        | Stevie Wonder                            | Kitty Wilde met New Directions | 21. Wonder-ful                    | Ja                 | NTB                          | [ 143 ] [ 144 ] [ 145 ]           |
| Superstition                                                               | Stevie Wonder                            | Mercedes Jones, Marley Rose en Blaine Anderson met New Directions                                                                                               | 21. Wonder-ful                    | Ja                 | NTB                          | [ 143 ] [ 144 ] [ 146 ]           |
| You Are the Sunshine of My Life                                            | Stevie Wonder                            | Kurt Hummel met Tina Cohen-Chang, Marley Rose en Kitty Wilde | 21. Wonder-ful                    | Ja                 | NTB                          | [ 143 ] [ 144 ] [ 147 ]           |
| I Wish                                                                     | Stevie Wonder                            | Jake Puckerman met Mike Chang, Marley Rose en New Directions | 21. Wonder-ful                    | Ja                 | NTB                          | [ 143 ] [ 144 ] [ 148 ]           |
| Uptight (Everything's Alright)                                             | Stevie Wonder                            | Cassandra July met NYADA-studenten | 21. Wonder-ful                    | Ja                 | NTB                          | [ 143 ] [ 144 ] [ 149 ]           |
| Higher Ground                                                              | Stevie Wonder                            | Mercedes Jones | 21. Wonder-ful                    | Ja                 | NTB                          | [ 143 ] [ 144 ] [ 150 ]           |
| For Once in My Life                                                        | Stevie Wonder                            | Artie Abrams met Kitty Wilde, Blaine Anderson, Tina Cohen-Chang, Ryder Lynn, Sam Evans, Marley Rose, Wade "Unique" Adams en New Directions                      | 21. Wonder-ful                    | Ja                 | NTB                          | [ 143 ] [ 144 ] [ 151 ]           |
| To Love You More                                                           | Céline Dion                              | Rachel Berry | 22. All or Nothing                | Ja                 | NTB                          | [ 152 ]                           |
| Rainbow Connection                                                         | Kermit de Kikker                         | The Waffletoots | 22. All or Nothing                | Ja                 | NTB                          |                                   |
| Clarity                                                                    | Zedd feat. Foxes                         | Frida Romero en The Hoosierdaddies | 22. All or Nothing                | Ja                 | NTB                          | [ 153 ]                           |
| Wings                                                                      | Little Mix                               | Frida Romero en The Hoosierdaddies | 22. All or Nothing                | Ja                 | NTB                          | [ 154 ]                           |
| Hall of Fame                                                               | The Script feat. will.i.am               | Jake Puckerman, Ryder Lynn, Sam Evans, Joe Hart en Artie Abrams met New Directions                                                                              | 22. All or Nothing                | Ja                 | NTB                          | [ 155 ]                           |
| I love it                                                                  | Icona Pop feat. Charli XCX               | Tina Cohen-Chang, Kitty Wilde, Marley Rose, Wade "Unique" Adams, Sugar Motta en Brittany Pierce met New Directions                                              | 22. All or Nothing                | Ja                 | NTB                          | [ 156 ]                           |
| All or Nothing                                                             | Originele compositie                     | Marley Rose en Blaine Anderson met New Directions | 22. All or Nothing                | Ja                 | NTB                          | [ 157 ]                           |